# Европейская болотная черепаха
Европейская болотная черепаха, или болотная черепаха (лат. Emys orbicularis) — вид пресноводных скрытошейных черепах из семейства Emydidae.
Латинское видовое название происходит от лат. orbicularis — «округлый». Русскоязычное название дано по одному из биотопов обитания.

## Описание

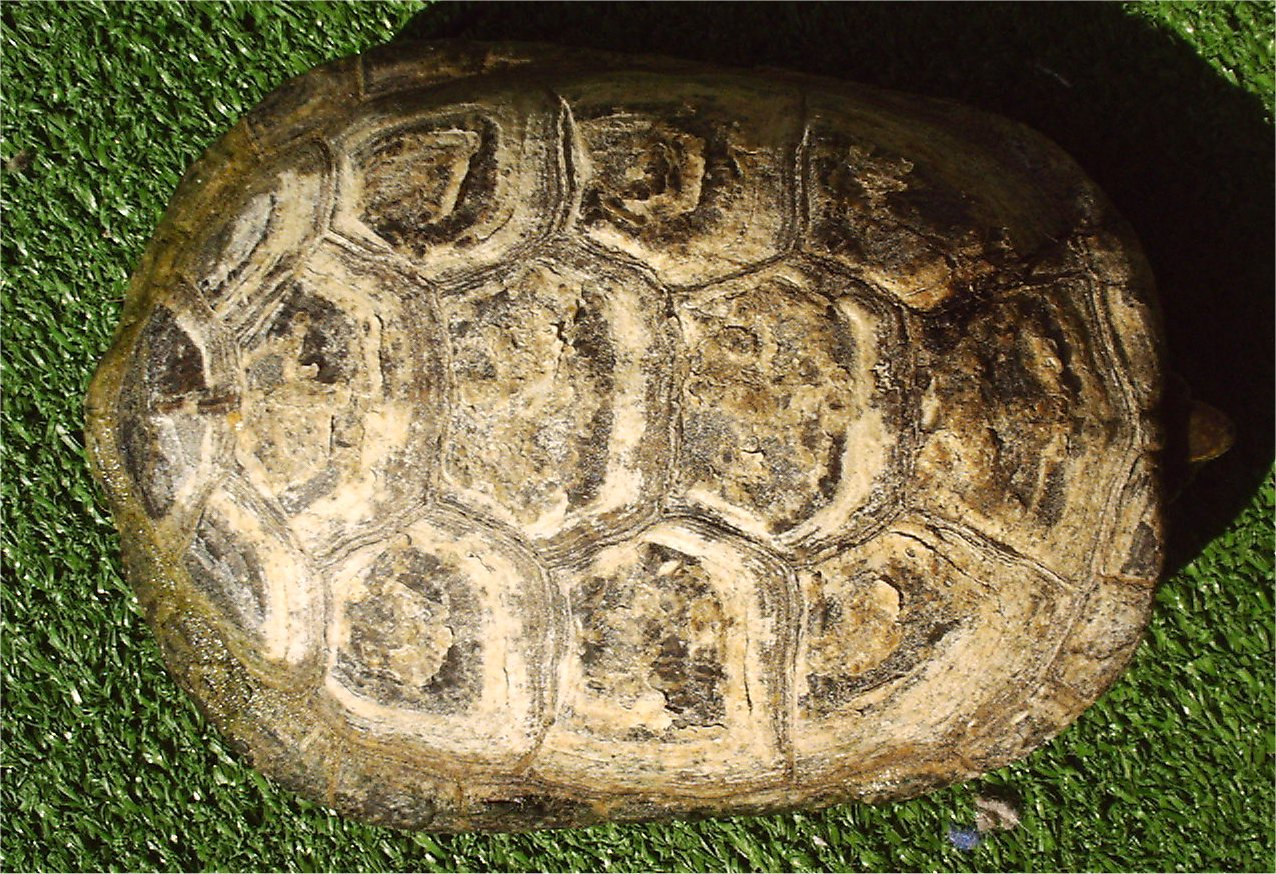
Спинной панцирь (карапакс) болотной черепахи

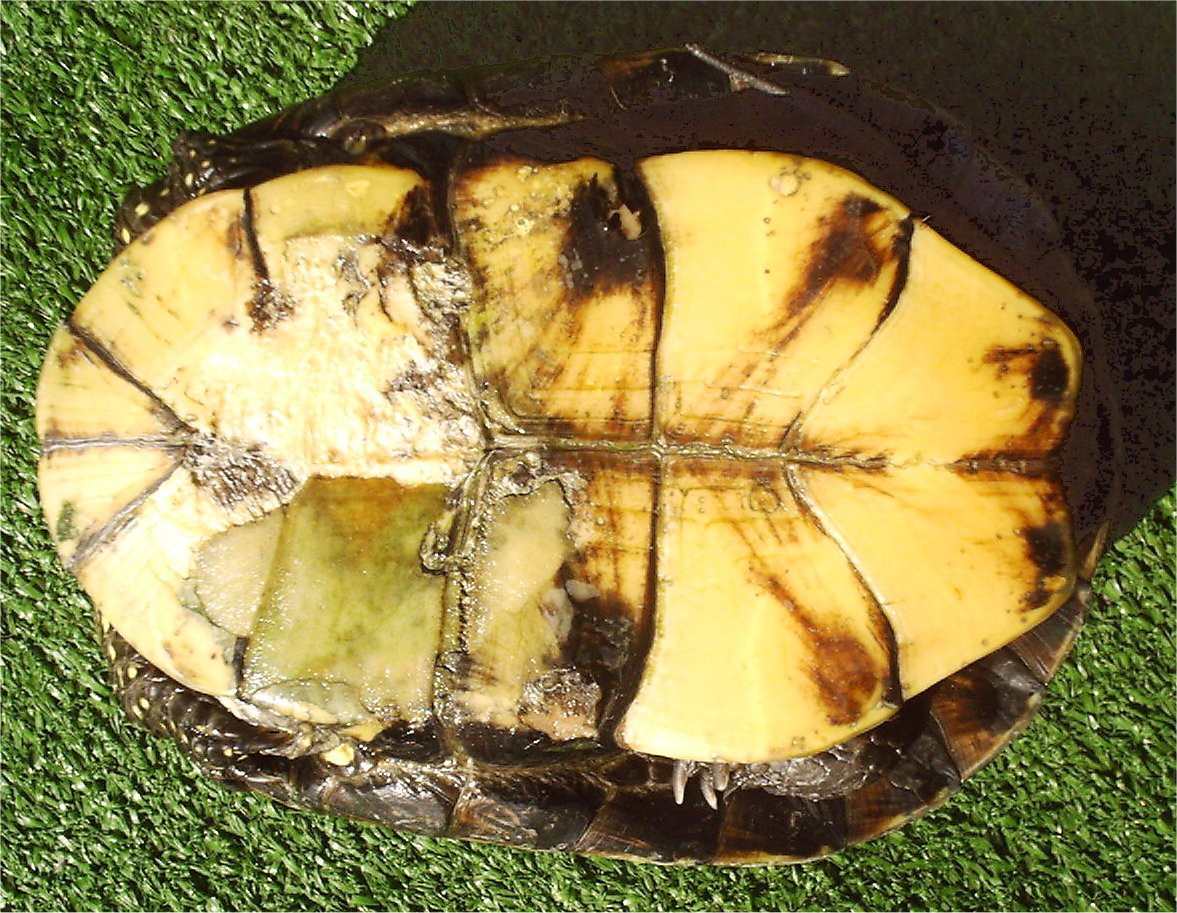
Брюшной панцирь (пластрон) болотной черепахи

Панцирь овальный, невысокий и слегка выпуклый, гладкий, подвижно соединён с пластроном неширокой эластичной связкой. Карапакс молодых черепах округлый, со слабым срединным килем в задней части. Задняя часть пластрона закругленная, без заметной выемки. Конечности снабжены длинными острыми когтями. Между пальцами развиты небольшие перепонки. Хвост очень длинный, у взрослых черепах его длина составляет до 3/4 длины панциря, а у детёнышей хвост относительно ещё длиннее. Такой хвост может играть роль дополнительного руля при плавании (эту функцию выполняют в основном задние конечности).
Черепаха средних размеров. Длина панциря достигает 12—35 см. Масса черепахи может достигать 1,5 кг.
Панцирь взрослых черепах сверху окрашен в тёмно-оливковый, буро-коричневый или тёмно-бурый, почти чёрный, цвет с мелкими жёлтыми пятнышками, точками или штрихами. Пластрон — тёмно-бурый или желтоватый с размытыми тёмными пятнами. Голова, шея, ноги и хвост черепахи тёмные, с многочисленными жёлтыми пятнами. Глаза с жёлтой, оранжевой или красноватой радужкой. Края челюстей гладкие, «клюв» отсутствует.

## Ареал
Болотная черепаха имеет обширный ареал и распространена от западных Казахстана и Туркменистана на востоке до северо-западной Африки, Передней Азии, южной, восточной и центральной Европы на западе, северной Белоруссии и Литвы на севере.
На территории Северной Евразии встречается в Грузии, Азербайджане, Армении, Молдавии, Крыму, Украине, Белоруссии, Латвии, Литве. В Казахстане распространена в Приаралье на реке Сырдарья на восток до города Кызылорда и на реках Тургай и Иргиз. В Туркменистане обитает в озёрах западного Узбоя, в водоёмах Приатречья и юго-западного Копетдага. В России распространена на север до верховьев реки Дон, Орловской, Тульской, Брянской, Смоленской областей; встречается на левобережье Урала до Костанайской области в Казахстане, в Башкирии, на средней Волге (Самарская область), в Чувашии, Республике Марий Эл.
В доледниковое время на территории Европы вид был распространён гораздо шире, в некоторых местах сохранились остаточные реликтовые популяции.
Случаи эпизодических находок болотной черепахи в более северных широтах (за пределами естественного ареала), вероятно, можно объяснить завозом.

## Места обитания
Обитает в лесных, степных и лесостепных районах. Встречается в различных пресных водоёмах: болотах, прудах, озёрах, плавнях, старицах, медленно текущих реках, каналах. Рек с быстрым течением избегает, предпочитает равнинные водоёмы с пологими берегами, хорошо прогреваемыми мелководными участками, как заросшие растительностью, так и без неё. Иногда встречается в черте посёлков и городов. В горы поднимается на высоту до 1000 м над уровнем моря (на Сицилии до 1400 м, а в Марокко до 1700 м).

## Образ жизни
Как правило, держится вблизи водоёмов, но может и удаляться от них на небольшое расстояние. Изредка, например, во время размножения, черепахи уходят от воды иногда на расстояние до 500 м. В Азербайджане в Мильской степи черепах находили в 7—8 км от водоёмов. Хорошо плавает и ныряет, подолгу может оставаться под водой. В обычных условиях плавающие и кормящиеся в водоёме черепахи всплывают на поверхность через каждые 15—20 минут. Но в эксперименте черепахи в воде при температуре +18 °C без доступа воздуха выживали до двух суток. Полностью водной черепаху назвать нельзя — это полуводное животное. По суше передвигается не так быстро, как в воде, но проворнее сухопутных черепах. Осторожное животное: при опасности быстро скрывается в воде и зарывается в ил у берега или прячется под камнями, причём на Кавказе черепахи прыгают в воду даже с трёхметровых уступов.

### Суточная активность
Болотная черепаха активна днём. Подолгу находится на берегу, греясь на солнце. Периодически уходит в воду и снова возвращается на берег (поведенческая терморегуляция). Раньше ошибочно считалось, что эти животные ведут ночной и сумеречный образ жизни, охотятся в тёмное время суток, а днём только греются на солнце на берегу. Но, по наблюдениям А. Г. Банникова, черепахи кормятся в течение всего дня, особенно в утренние часы, а ночью спят на дне водоема.

### Сезонная активность
Продолжительность активного периода зависит от климатических факторов и неодинакова в разных частях ареала. В России болотная черепаха появляется после зимовки в апреле—мае, при температуре воздуха от +6 до +14 °C и воды от +5 до +10 °C. На зимовку уходит в конце октября—начале ноября. Зиму проводит на дне водоёмов, зарывшись в ил. В тёплые годы и на юге ареала может быть активна и зимой.

## Питание
Болотная черепаха всеядна, но основной и предпочитаемой пищей для неё являются различные небольшие животные, в первую очередь беспозвоночные: моллюски, черви, ракообразные, водные и наземные насекомые и их личинки. В рационе преобладают насекомые и другие членистоногие: личинки стрекоз, плавунцов, комаров, кивсяки, мокрицы, жуки. В степи черепаха поедает много саранчовых, в лесу же в рацион входят ракообразные и многоножки. Болотная черепаха может охотиться и на мелких позвоночных: амфибий и их личинок, молодых змей и даже птенцов водоплавающих птиц. Поедает падаль, например, трупы водоплавающих птиц.
Ранее существовало мнение о преимущественном питании рыбой, но наблюдения показали, что рыба занимает лишь незначительную долю в рационе. Черепахе обычно не удаётся поймать здоровую рыбу и её добычей становится снулая, больная или раненая рыба, мальки. По данным А. Г. Банникова, на Кавказе рыба составляет в рационе болотной черепахи около 3 %, по данным украинских учёных — 12—13 %.
Добычу черепаха отыскивает как на суше, так и в воде. С пойманной добычей черепаха уходит в воду, так как только там может её проглотить. Крупные кормовые объекты она расчленяет на куски при помощи острых роговых челюстей и когтей. В поиске пищи черепаха пользуется не только зрением, но и обонянием. В неволе она легко отыскивает по запаху кусочки мяса, завёрнутые в бумагу.
Растительная пища занимает в рационе меньшую долю. Болотная черепаха иногда поедает водоросли, мягкие и сочные части водных и околоводных высших растений.

## Размножение

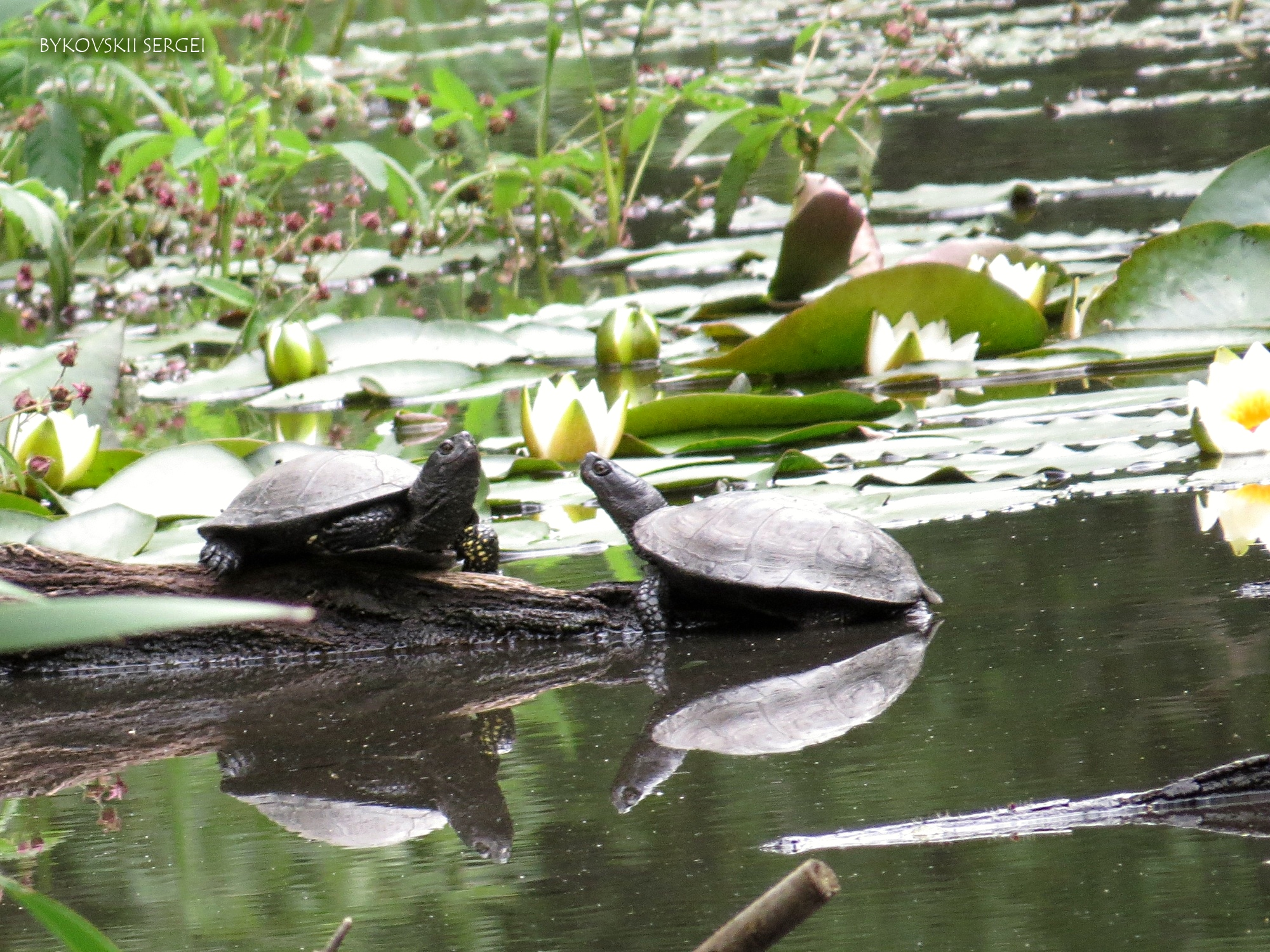
Болотные черепахи греются на солнце

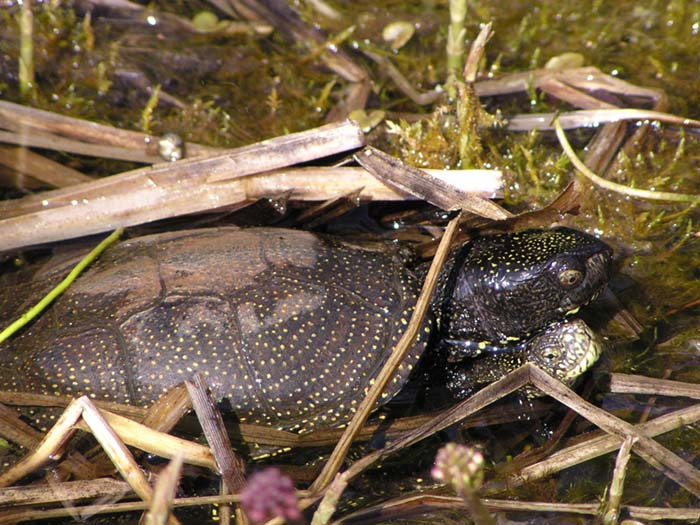
Болотные черепахи во время копуляции

Самцы отличаются от самок более длинным и толстым хвостом и слегка вогнутым пластроном. Самки обычно крупнее самцов и имеют плоский или слегка выпуклый пластрон.
Половой зрелости черепахи достигают в возрасте 5—9 лет, при длине карапакса 9—12 см.
Спаривание в разных частях ареала может происходить в марте-октябре. В России спаривание наблюдается весной, в конце апреля-начале мая. Копуляция проходит как в воде, так и на суше и продолжается 5—10 минут. Массовые спаривания происходят на мелководье, часто при этом самец, находящийся на спине у самки, возвышается над водой, а самка полностью погружена в воду. Сперма самцов может сохраняться в половых путях самки до 1 года и более, поэтому пойманная в природе самка способна отложить оплодотворённые яйца через полгода и более содержания в неволе.

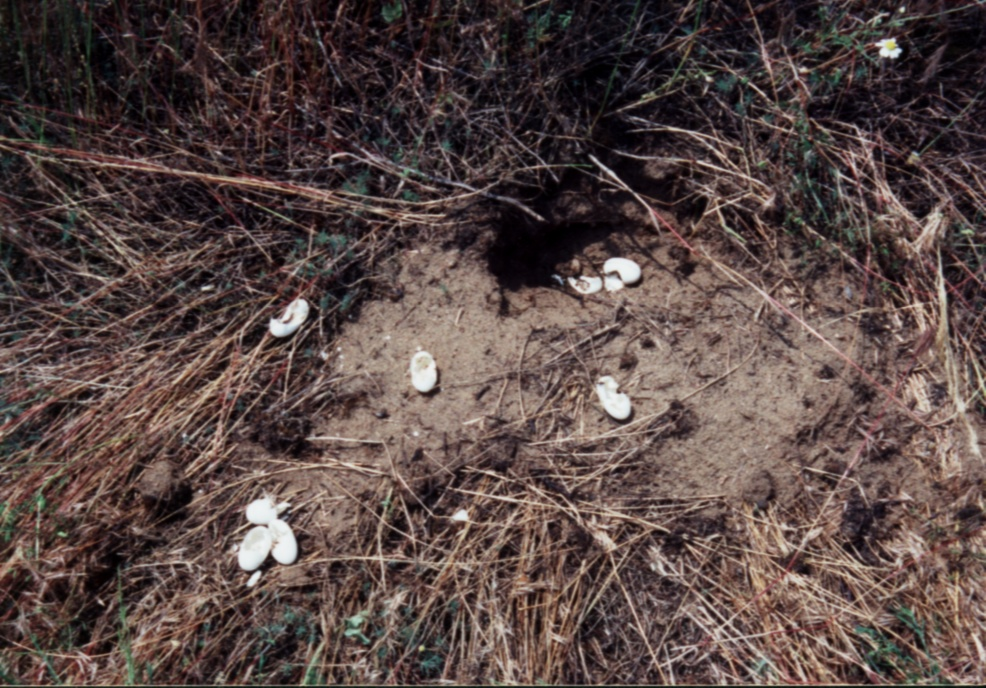
Гнездо болотной черепахи. На переднем плане — пустая скорлупа яиц.

Кладка яиц происходит на берегу, обычно неподалёку от водоёма, но часто в поисках места для гнезда черепахи удаляются на значительное расстояние от воды. В зависимости от района обитания за сезон самка делает до трёх кладок. По исследованиям А. Г. Банникова, первая кладка яиц может наблюдаться уже в середине мая, при этом яйца, возможно, были оплодотворены ещё в предыдущем году. Вторая кладка происходит в конце июня, а третья — в июле. В северных и предгорных частях ареала черепахи могут делать только 1—2 кладки. Яйца откладываются в ямку, которую самка выкапывает задними лапами на предварительно расчищенной головой и передними ногами площадке. Сведения о том, что в начале рытья черепаха высверливает хвостом конусовидное углубление, очевидно, основано на недоразумении. Процесс рытья может занимать один—два часа. Гнездовая ямка имеет вид кувшина с широким горлом и в глубину достигает 10—17 см, диаметр в верхней части — 5—7 см, в нижней — до 13 см. Яйца откладываются порциями по 3—4 штуки с небольшими интервалами (3—5 минут). После этого самка закапывает ямку задними лапами и маскирует место кладки, разглаживая поверхность земли пластроном.

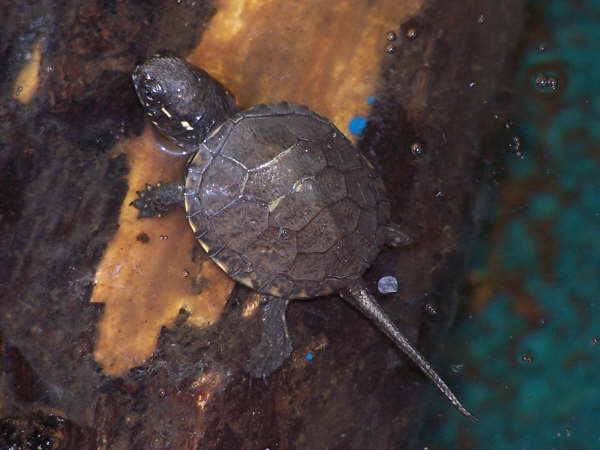
Детёныш болотной черепахи

В кладке 3—19 белых яиц, покрытых твёрдой известковой скорлупой. Яйца эллипсоидной формы, длиной 28—39 мм и шириной 12—21 мм и массой 7—8 г. Инкубационный период длится 60—110 суток. Молодь вылупляется в августе—сентябре. Появившиеся из яиц молодые черепахи долгое время не появляются на поверхности. Большая часть молодняка зарывается глубже, выкапывая небольшие отнорки от гнездовой камеры, проводят зиму под землёй и начинают вести активный образ жизни только следующей весной. Некоторые детёныши выходят из гнезда и перемещаются в водоём, в котором затем зимуют. Новорождённые черепахи почти чёрные, со слабо выраженным жёлтым рисунком и имеют большой желточный мешок на брюшке, за счёт которого они питаются в течение зимы. Длина их карапакса около 22—25 мм, масса — около 5 г.
Как и у многих других черепах, у болотной черепахи определение пола потомства температурное: при температуре инкубации яиц выше +30 °С из них появляются только самки, а при температуре ниже +27 °С — только самцы. При промежуточных значениях температур появляются детёныши обоих полов.
В 2013 году в зоологическом музее ветеринарного факультета Днепропетровского аграрного университета из хранящихся на полке в качестве экспонатов яиц вылупились несколько болотных черепах. Каким образом им удалось выжить при очевидно неблагоприятных условиях, неясно.

## Враги
Гнезда черепах разоряются различными хищными зверями и птицами, которые поедают как яйца, так и детёнышей: лисицами, енотовидной собакой, выдрами, воронами.

## Паразиты
Болотная черепаха является окончательным хозяином паразитов, таких как гемогрегарина Haemogregarina stepanovi, моногенетические сосальщики рода Polystomoides, трематоды рода Spirhapalum и многие виды нематод.
В ней паразитируют кокцидии Eimeria delagei, E. emydis, E. gallaeciaensis и E. mitraria.

## Продолжительность жизни
В неволе при правильном уходе болотные черепахи могут жить 25—30 лет и более. По сообщению Раймона Роллина, у него жила особь, дожившая до 90-100 лет, а в ботаническом саду на юге Франции одна болотная черепаха жила более 120 лет.

## Классификация
Согласно данным сайта The Reptile Database, по состоянию на январь 2021 года выделяется 7 подвидов, описанных на основании морфологических и генетических различий:
- Emys orbicularis eiselti — болотная черепаха Ейселта[источник не указан 1195 дней]. Длина карапакса до 13 см. Обитает в юго-восточной Турции (ил Газиантеп).
- Emys orbicularis galloitalica — галло-итальянская болотная черепаха[источник не указан 1195 дней]. Длина карапакса до 16,5 см. Обитает в Испании (Каталония), Южной Франции, Италии.
- Emys orbicularis hellenica — восточносредиземноморская болотная черепаха, элладская (гелленская) болотная черепаха[источник не указан 1195 дней]. Длина карапакса до 19 см. Радужка глаза жёлтая. Распространена на западном побережье Балканского полуострова от Албании на юг, на полуострове Пелопоннес, реликтовые популяции обитают в Южном Крыму и в Турции на Эгейском побережье. В Крыму, на большей части Балкан и в Анатолии находится зона интерградации с номинативным подвидом.
- Emys orbicularis ingauna[1]
- Emys orbicularis orbicularis — номинативный подвид. Длина карапакса достигает 23 см и более. Радужка глаза у самцов оранжевая или красная. Распространён на большей части ареала вида на севере и востоке: от Испании и Франции на западе до Кустанайской, Тургайской, Джезказганской и Кзыл-Ординской областей Казахстана на востоке. Северная граница ареала проходит через центральную и восточную Германию, Польшу, Литву, Латвию, Белоруссию, Россию: Смоленская, Брянская, Орловская, Тульская, Рязанская области, республики Марий Эл, Чувашия, Татария, Башкирия и до Кустанайской области, Казахстан. Южная граница проходит от Каталонии (Испания) через Францию, Северную Италию до юго-востока Балканского полуострова, через северный Крым, Украину, Предкавказье и Казахстан до Приаралья. Остаточные послеледниковые популяции сохранились в Швеции, Дании, Нидерландах и Великобритании.
- Emys orbicularis occidentalis — западная болотная черепаха[источник не указан 1195 дней]. Длина карапакса до 15 см. Распространена в Северной Африке (Марокко, Алжир, Тунис).
- Emys orbicularis persica — персидская болотная черепаха[источник не указан 1195 дней]. Длина карапакса до 18 см. Населяет южное побережье Каспийского моря на севере Ирана и прилежащие районы западного Туркменистана[4][7][9].

Возможно появление межподвидовых гибридов в зонах интерградации подвидов.
В 1915 году А. Никольский описал с берегов Аральского моря подвид Emys orbicularis aralensis, отличавшийся яркой окраской: круглые или полулунной формы ярко-жёлтые пятнышки на зелёном карапаксе и такие же пятна на голове, шее и конечностях. В настоящее время этот подвид не считается валидным и является синонимом номинативного подвида, так как подобная окраска встречается и у черепах из других районов.
Некоторые популяции черепах, обитающие в Италии (Сицилия) относятся к недавно описанному отдельному виду Emys trinacris.

## Значение для человека
В Средние века болотная черепаха широко употреблялась в пищу в Западной Европе. Церковь считала черепашье мясо постной пищей, как и рыбу. Поэтому особенно интенсивно торговали черепахами на рынках во время религиозных постов. В настоящее время этот вид утратил пищевое значение.
В Даугавпилсе (Латвия) болотной черепахе поставлен памятник. В Литве, где проводится программа по увеличению числа болотных черепах и в заповеднике по охране черепахи популяция увеличена до 500 особей, в Сейрияй рядом с местом проживания данного вида, болотная черепаха объявлена символом города (отображение на гербе, памятник).

### Вредитель рыбоводства
В связи с ошибочным мнением о преимущественном питании рыбой болотную черепаху долгое время считали вредным видом. Наблюдения в аквариумах и бассейнах показывают, что большинство попыток нападения черепахи на рыб оканчиваются неудачей. Поэтому вряд ли можно говорить о вреде, причиняемом рыбоводству болотной черепахой. Но если черепаха случайно окажется в садке рыбоводного хозяйства, где плотность посадки рыб очень высока, атака может оказаться успешной. В действительности же в естественных условиях черепахе редко когда удается поймать здоровую рыбу. В экосистемах водоёмов болотная черепаха также не играет «вредной» роли, являясь своего рода санитаром и селектором, удаляющим больных и погибших рыб и других животных.

## Содержание в неволе
Болотная черепаха является популярным видом для содержания в неволе и часто встречается в коллекциях у любителей животных.
Для содержания 1—2 взрослых черепах необходим просторный акватеррариум объёмом от 150—200 л с прикрепленной полочкой или «островом» из камней, имитирующими берег. Соотношение водной и наземной части может быть соответственно 1:1 или 2:1. Эти черепахи предпочитают небольшую глубину воды — около 10—20 см. Воду необходимо фильтровать и часто менять по мере загрязнения. Над берегом в качестве источника локального обогрева устанавливают лампу накаливания. Как вид из умеренных широт, болотная черепаха менее, чем тропические черепахи, требовательна к высокой температуре окружающей среды. Температура под лампой днём должна составлять +28…+32 °C, температура воды +18…+25 °С. Ночной обогрев не нужен. Обязательно периодическое облучение животных ультрафиолетовыми лампами. Ещё лучше установить в помещении специальные стационарные лампы для рептилий, постоянно излучающие небольшие, безопасные для животных дозы ультрафиолетового облучения. Ультрафиолетовое облучение особенно необходимо молодым черепахам для формирования костяка и панциря. Без него нарушается синтез витамина D и усвоение кальция, в результате чего животные плохо растут, панцирь их принимает неправильную форму, развиваются болезни минерального обмена.
Болотные черепахи ведут себя довольно активно и могут неплохо лазать, поэтому помещение должно закрываться крышкой, что препятствует побегу.
Грунт на берегу и в водоёме не обязателен. Водные растения можно высаживать только в помещениях с молодыми черепахами, которые их не едят и мало повреждают. Крупные взрослые черепахи вырывают, ломают и поедают растительность.
Черепах можно содержать как поодиночке, так и группами, в том числе с неагрессивными родственными видами. Черепашата могут содержаться в аквариуме с крупными мирными аквариумными рыбами, необходимо только предусмотреть возможность выхода на сушу.
Болотные черепахи неприхотливы в отношении кормления. Поедают широкий спектр животных кормов: живую и мертвую мелкую речную и морскую рыбу, дождевых червей, улиток и других моллюсков, креветок, кормовых насекомых (тараканов, сверчков, мучного червя), небольших лягушек, мышей и крысят, куски мяса и субпродуктов, рыбы, а также коммерческие сухие корма для черепах, сухие и влажные консервированные корма для собак и кошек. Молодых черепах можно кормить мотылём, коретрой, крупными дафниями, живым и сушёным гаммарусом, насекомыми, мелкими кусочками мяса, рыбы. Взрослые особи иногда поедают и растительные корма: листья салата, капусты, тёртую морковь, кусочки банана. Кормят взрослых черепах 2—3 раза в неделю, обильно, молодых — ежедневно, по мере взросления постепенно увеличивая промежутки между приёмами пищи. Периодически с кормом следует давать витаминно-минеральные подкормки для рептилий.
Болотные черепахи могут размножаться в неволе. Если планируется размножение, для черепах необходим период покоя — зимовка. Для этого в террариуме постепенно в течение месяца снижают температуру до +8…+10 °C и укорачивают световой день. Перед началом подготовки животных перестают кормить, чтобы они могли освободить пищеварительный тракт. Продолжительность зимовки при нормальном состоянии здоровья черепах — около 2 месяцев. Выход из зимовки также осуществляется постепенно, в течение месяца, с плавным подъёмом температуры и увеличением светового дня. Если размножение не планируется, зимовка не обязательна. Больных и неполовозрелых черепах в спячку не укладывают.
После зимовки ссаживают вместе самцов и самок. Для стимуляции размножения в корм черепахам добавляют витаминные препараты, животных облучают ультрафиолетом, слегка повышают температуру воды до +23…+25 °С. Через 50—65 дней после спаривания самки откладывают яйца в специально подготовленную глубокую кювету с мягким влажным грунтом (смесью земли с песком, песка с кокосовым субстратом, кокосового субстрата с вермикулитом и тому подобным). Кладку извлекают из грунта и помещают в инкубатор, при температуре +27…+29 °С.
Болотные черепахи быстро привыкают к условиям террариума, перестают бояться человека и приучаются брать корм с пинцета или из рук. Можно приучить черепах готовиться к кормлению, выработав у них условный рефлекс, например, на звуковой сигнал или свет лампочки. Обычно они не проявляют агрессии по отношению к человеку, но крупные черепахи при неосторожном обращении могут быть агрессивными и пытаться укусить. Укусить черепаха может и случайно, в попытке выхватить корм из рук. Укусы больших черепах могут быть весьма болезненными, но они безопасны.

## Охрана

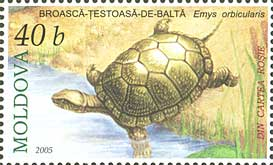
Болотная черепаха на почтовой марке Молдавии

Ещё в XIX веке болотная черепаха была многочисленным видом во многих местах своего ареала. Но позднее она постепенно исчезла из многих районов, освоенных человеком. Болотная черепаха стала редкой в густонаселенных областях Западной Европы. Высокая численность популяций черепах сохраняется в низовьях крупных рек Средиземноморья, Черноморья и Прикаспия. В сухих степях Прикаспия деятельность человека благоприятствует процветанию этого вида — болотная черепаха широко расселяется по ирригационным сооружениям (арыкам, каналам, водохранилищам).
В России болотная черепаха является нередким видом, образующим в южных районах популяции с высокой плотностью, в то время как в северных районах её численность сокращается. В Европе болотная черепаха исчезла из многих частей своего ареала. Основной причиной исчезновения в странах Европы является уничтожение местообитаний из-за осушения мелких водоёмов, изменения русла рек, мелиорации болот.
В некоторых областях болотная черепаха испытывает конкуренцию со стороны завезённого североамериканского вида пресноводных черепах — красноухой черепахи (Trachemys scripta elegans).
Болотная черепаха встречается на территории многих заповедников. Включена в приложение II Бернской Конвенции, а также в список МСОП (категория низкого риска). Охраняется во многих странах Европы. Вид занесён в Красные книги Белоруссии (2002), Латвии (1991), Литвы (1992 и 2021) и Молдавии (1978), а также Башкирии.

## Галерея

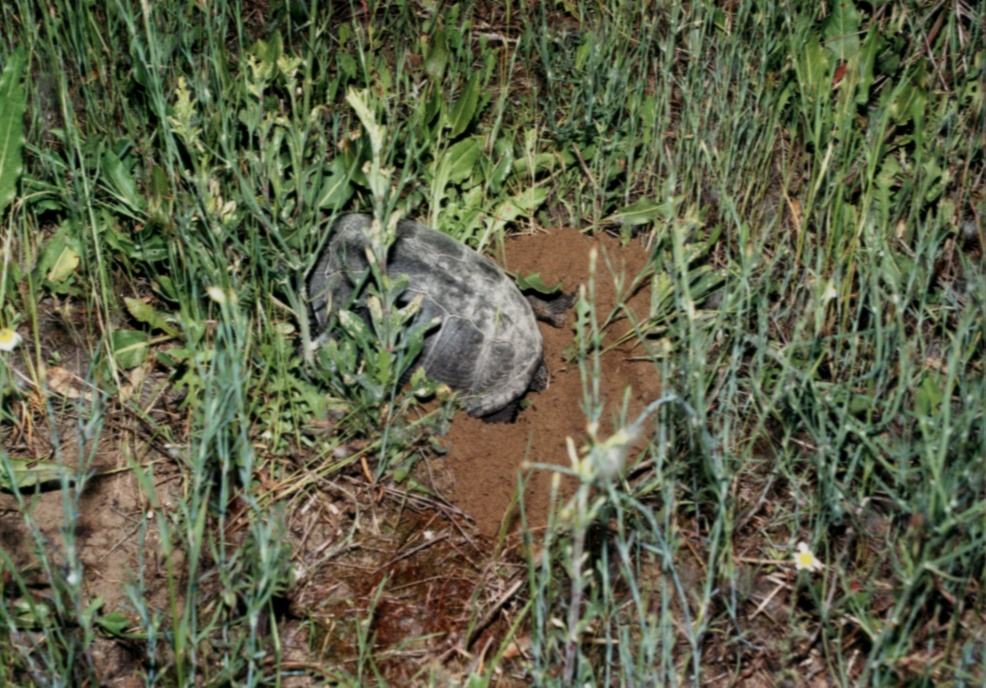
Самка, выкапывающая гнездо
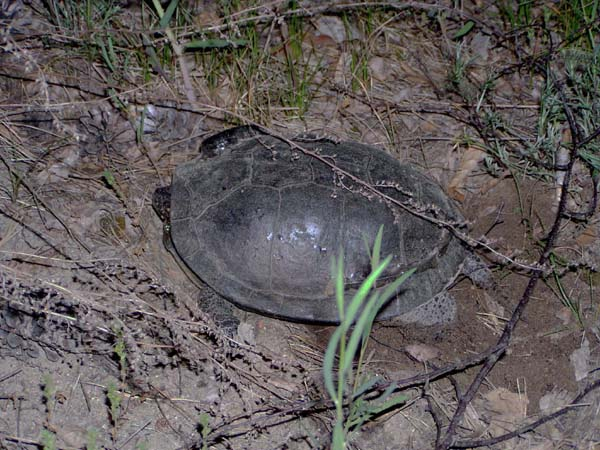
Самка около гнезда
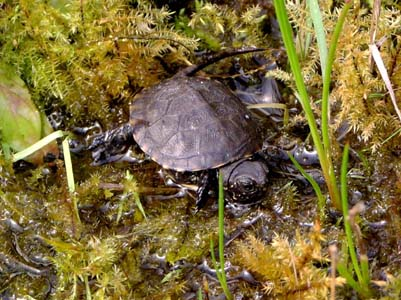
Детёныш
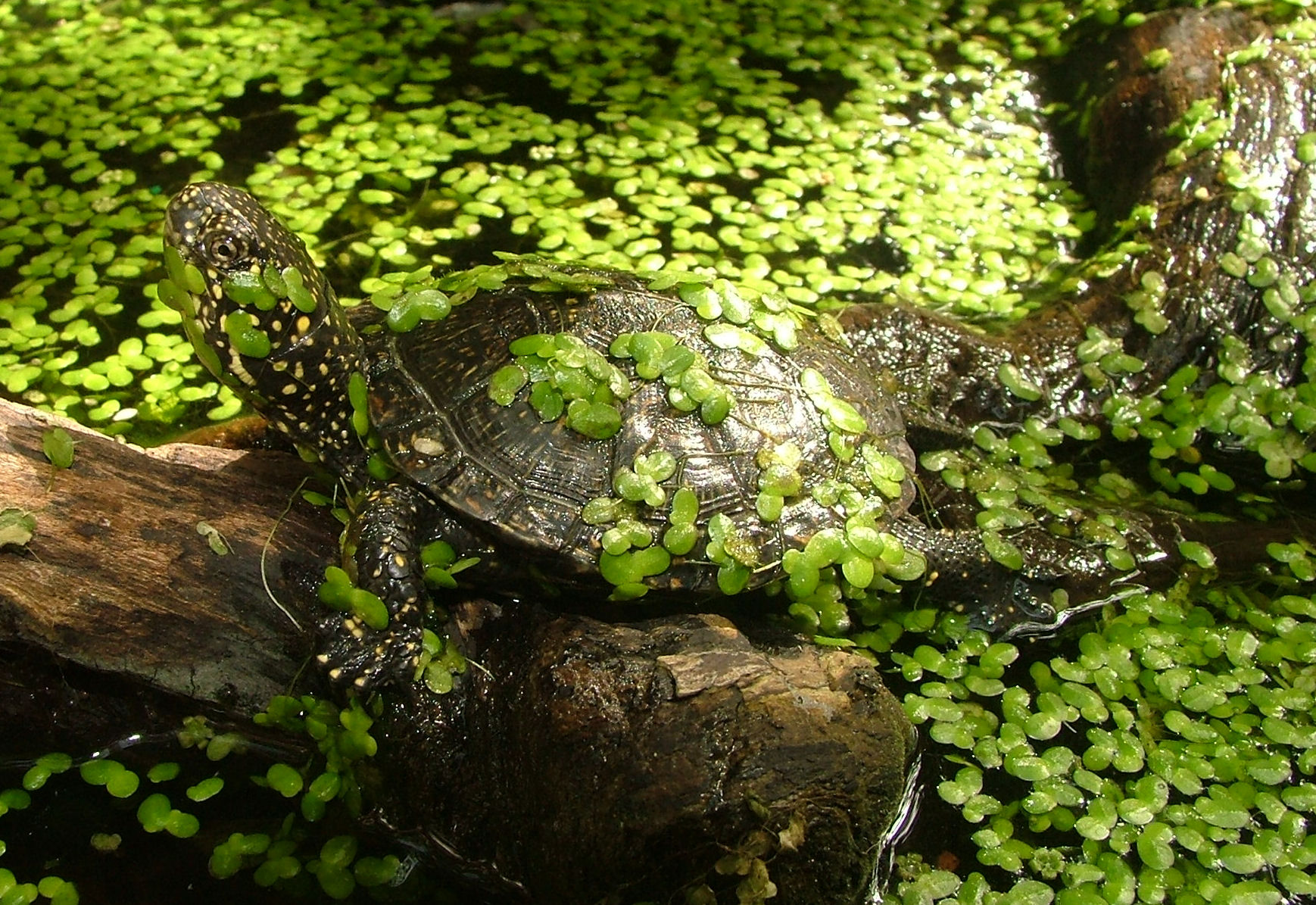
Молодая черепаха подвида Emys orbicularis galloitalica
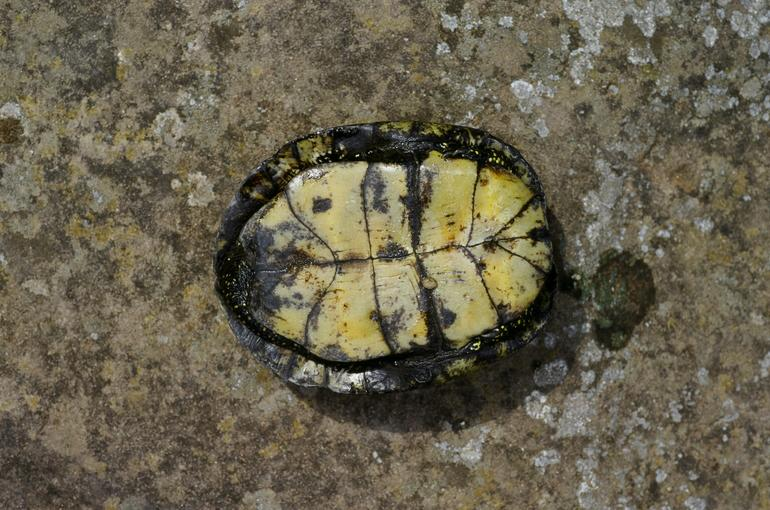
Пластрон
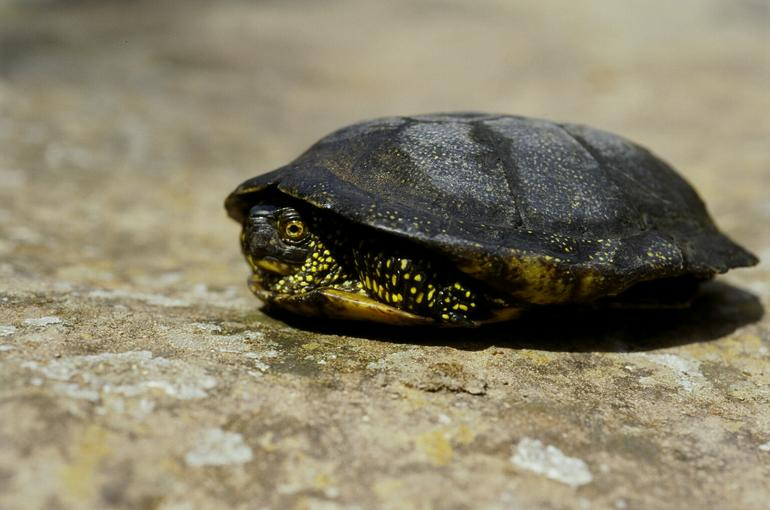
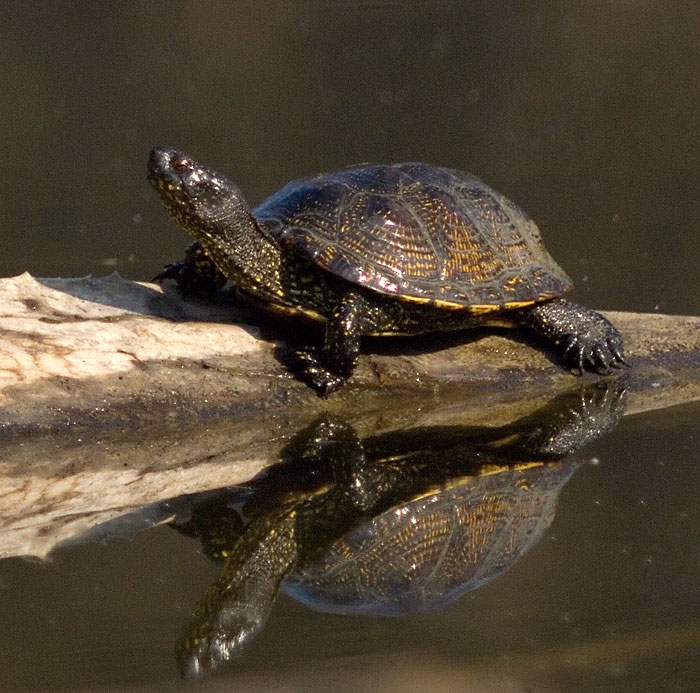
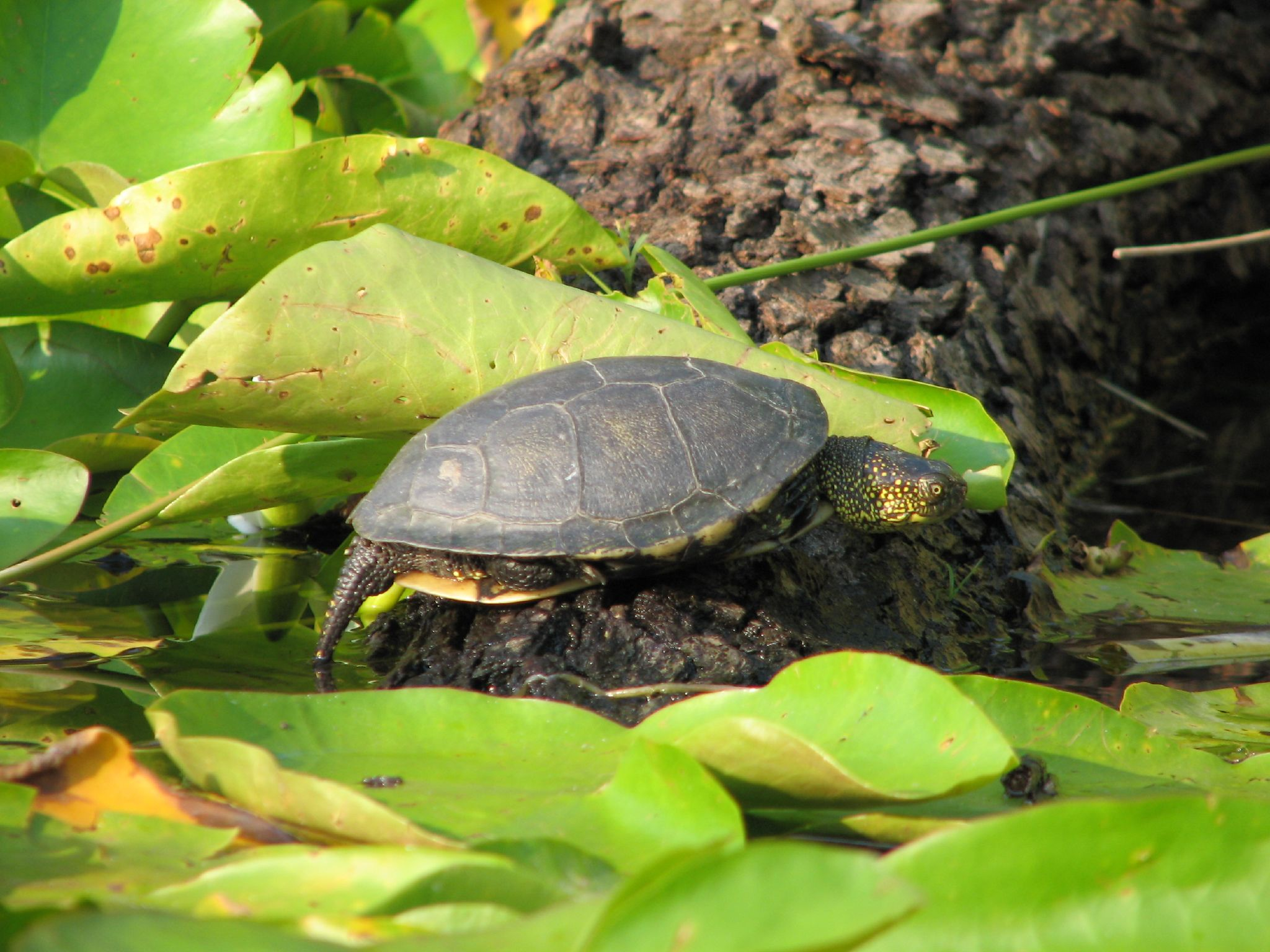